# 27426 Brettlawrie
27426 Brettlawrie è un asteroide della fascia principale. Scoperto nel 2000, presenta un'orbita caratterizzata da un semiasse maggiore pari a 2,4755359 UA e da un'eccentricità di 0,0664707, inclinata di 13,67611° rispetto all'eclittica.